# MTV Movie Awards 2009
18. gala MTV Movie Awards odbyła się 31 maja 2009 roku w Universal CityWalk w Los Angeles, Kalifornia. Gospodarzem imprezy był Andy Samberg.

## Nominacje

### Najlepszy film
- Zmierzch
- Mroczny Rycerz
- High School Musical 3: Ostatnia klasa
- Iron Man
- Slumdog. Milioner z ulicy

### Najlepszy aktor
- Zac Efron – High School Musical 3: Ostatnia klasa
- Christian Bale – Mroczny Rycerz
- Robert Downey Jr. – Iron Man
- Shia LaBeouf – Eagle Eye
- Vin Diesel – Szybko i wściekle

### Najlepsza aktorka
- Kristen Stewart – Zmierzch
- Angelina Jolie – Wanted – Ścigani
- Anne Hathaway – Ślubne wojny
- Kate Winslet – Lektor
- Taraji P. Henson – Ciekawy przypadek Benjamina Buttona

### Przełomowa rola męska
- Robert Pattinson – Zmierzch
- Ben Barnes – Opowieści z Narnii: Książę Kaspian
- Bobb'e J. Thompson – Wyrolowani
- Dev Patel – Slumdog. Milioner z ulicy
- Taylor Lautner – Zmierzch

### Przełomowa rola kobieca
- Ashley Tisdale – High School Musical 3: Ostatnia klasa
- Amanda Seyfried – Mamma Mia!
- Freida Pinto – Slumdog. Milioner z ulicy
- Kat Dennings – Nick i Norah
- Miley Cyrus – Hannah Montana: Film
- Vanessa Hudgens – High School Musical 3: Ostatnia klasa

### Najlepsza rola komediowa
- Jim Carrey – Jestem na tak
- Amy Poehler – Baby Mama
- Anna Faris – Króliczek
- James Franco – Boski chillout
- Steve Carell – Dorwać Smarta

### Najlepszy czarny charakter
- Heath Ledger – Mroczny Rycerz
- Derek Mears – Piątek, trzynastego
- Dwayne Johnson – Dorwać Smarta
- Johnathon Schaech – Bal maturalny
- Luke Goss – Hellboy: Złota armia

### Najlepsza walka
- Robert Pattinson kontra Cam Gigandet – Zmierzch
- Anne Hathaway kontra Kate Hudson – Ślubne wojny
- Christian Bale kontra Heath Ledger – Mroczny Rycerz
- Ron Perlman kontra Luke Goss – Hellboy: Złota armia
- Seth Rogen i James Franco kontra Danny McBride – Boski chillout

### Najlepszy filmowy pocałunek
- Kristen Stewart i Robert Pattinson – Zmierzch
- Angelina Jolie i James McAvoy – Wanted – Ścigani
- Freida Pinto i Dev Patel – Slumdog. Milioner z ulicy
- James Franco i Sean Penn – Obywatel Milk
- Paul Rudd i Thomas Lennon – Stary, kocham cię
- Vanessa Hudgens i Zac Efron – High School Musical 3: Ostatnia klasa

### Najlepszy moment WTF
- Amy Poehler – Baby Mama, sikanie do zlewu
- Angelina Jolie – Wanted – Ścigani, podkręcony pocisk, który zabija ludzi stojących w okręgu
- Ayush Mahesh Khedekar – Slumdog. Milioner z ulicy, skok do szamba
- Ben Stiller – Jaja w tropikach, smakowanie ściętej głowy
- Jason Segel i Kristen Bell – Chłopaki też płaczą, zerwanie ze sobą nago

### Najlepsza filmowa piosenka
- A.R. Rahman „Jai ho” – Slumdog. Milioner z ulicy
- Bruce Springsteen „The Wrestler” – Zapaśnik
- Paramore Decode – „Zmierzch”